# この手のひら
「この手のひら」（このてのひら）は、古内東子の20枚目のシングル。2002年2月6日にソニーレコードからリリースされた。

## 収録曲
全作詞・作曲・編曲：古内東子
1. この手のひら
  - 東海テレビ制作・フジテレビ系「母の告白」主題歌
2. 遠く遠く
3. この手のひら （backtracks）
4. 遠く遠く （backtracks）